# Wisla Hall
Wisla Hall é um ginásio multi-uso localizado na cidade de Cracóvia, na Polônia, que suporta cerca de 6.000 pessoas.
O local é mais frequentemente usado para partidas de futebol, sendo uma das sedes do time Wisla Kraków, mas o ginásio costuma também ser usado para apresentações musicais, já tendo recebido  bandas como Nightwish, Behemouth e muitas outras.